# 日本AQBインプラント
日本AQBインプラントは、日本産インプラントメーカー。HAコーティングがされている。

## 沿革
- 1993年 - 歯科領域に新しい創造的な提案をするため、次世代MEシステム開発室（後のクリエイティブ テクノロジー  アンド  デベロップメント研究所）（CTD研究所）設置。
- 1994年 - 再結晶化アパタイト（特許）による人工歯根「AQBインプラント」の製造販売を開始。 皮膚常在細菌関連化粧品「イブフローラ」の販売を開始。
- 1995年 - 歯科関連の材料製造のため、所沢工場を設置。
- 1998年 - 歯科用CAD/CAMシステム「キャディム105」の販売を開始。